# Le cose inutili
Le cose inutili è il singolo di debutto del cantautore italiano Gaudiano, pubblicato il 25 settembre 2020.

## Video musicale
Il video musicale del brano, diretto da Annapaola Martin, è stato pubblicato il 2 ottobre 2020 sul canale YouTube del cantautore.

## Tracce
1. Le cose inutili – 3:16